# Conde de Maém
O título de Conde de Maém foi criado por decreto de 19 de agosto de 1893 do rei D. Carlos I de Portugal a favor de José Joaquim de Noronha, 1.º conde de Maém.

## Titulares
1. José Joaquim de Noronha, 1.º conde de Maém
2. Francisco Cristovão Possolo Correia de Noronha, 2.º conde de Maém
3. Francisco Xavier de Noronha da Costa Paulino, 3.º conde de Maém
4. D. Angelina Maria Malbouisson Paulino de Noronha, 4.ª condessa de Maém